# Borderlands
Borderlands is een scifi first-person shooter met ARPG-elementen ontwikkeld door Gearbox Software en Feral Interactive voor de PlayStation 3, Xbox 360, Microsoft Windows en Mac OS X. Het spel is op 20 oktober 2009 in de VS uitgebracht, op 23 oktober in Europa, en op 10 februari 2010 in Japan. Het spel is uitgegeven door 2K Games.
De game is als remaster uitgebracht op de Playstation 4, Xbox One en Nintendo Switch

## Setting
Borderlands speelt zich af op een planeet genaamd Pandora waar meerdere kolonies van wezens zich huisvesten. Op de planeet is een groot scala aan mineralen. Als een gevolg stuurt de Dahl Corporation een paar ruimteschepen om nederzettingen te beginnen.
Pandora kan beschreven worden als een grote woestijn met grotten, nederzettingen en mijnen.

## Verhaal
De speler kan in het begin kiezen tussen een aantal verschillende personages, elk met hun eigen specialiteiten en bonussen. De speler wordt vervolgens begroet door een robot genaamd CL4P-TP, beter bekend als Claptrap. Deze maakt de speler wegwijs in de wereld van Borderlands. Op zogenaamde 'bounty boards' en bij personages verspreid over de wereld kan de speler missies accepteren. Deze kunnen bestaan uit het vermoorden van iemand, een object stelen of bijvoorbeeld een mineraal verzamelen. Iedere uitgevoerde missie levert punten op waarmee de speler zijn personage sterker kan maken. Het wordt al snel duidelijk dat de speler naar Pandora is gekomen om iets genaamd The Vault te vinden. Wat het precies is weet niemand, maar de geruchten zijn dat het een schatkist is die de vinder extreem rijk zal maken. Behalve bendes en agressieve dieren zal de speler ook rivalen moeten uitschakelen die net als hij op zoek zijn naar The Vault.

## Ontvangst
| Beoordeeld door   | Platform      | Datum            | Score |
| ----------------- | ------------- | ---------------- | ----- |
| newbreview.com    | Xbox 360      | 4 november 2009  | 100%  |
| IGN               | Xbox 360      | 19 oktober 2009  | 88%   |
| Game Shark        | PlayStation 3 | 5 november 2009  | 83%   |
| AusGamers         | Xbox 360      | 23 oktober 2009  | 80%   |
| Games Radar       | PlayStation 3 | 19 oktober 2009  | 80%   |
| Thunderbolt Games | Xbox 360      | 3 november 2009  | 80%   |
| GameSpy           | Windows       | 26 oktober 2009  | 80%   |
| Eurogamer.es      | Xbox 360      | 14 november 2009 | 70%   |
| Dagens Nyheter    | PlayStation 3 | 13 november 2009 | 60%   |
| Game Critics      | PlayStation 3 | 28 oktober 2009  | 50%   |

## Trivia
- Het spel is opgenomen in het boek 1001 Video Games You Must Play Before You Die van Tony Mott.
- Borderlands kreeg een vermelding in het Guinness Book of Records omdat het ruim 17 miljoen mogelijke wapencombinaties heeft die de speler kan krijgen.